# Steinsoultz
Steinsoultz település Franciaországban, Haut-Rhin megyében. Lakosainak száma 749 fő (2022. január 1.). Steinsoultz Willer, Jettingen, Franken, Waldighofen, Roppentzwiller, Muespach, Berentzwiller és Illtal községekkel határos.

## Népesség
A település népessége az elmúlt években az alábbi módon változott:
| Lakosok száma | 780  | 788  | 789  | 769  | 760  | 764  | 761  | 755  | 749  |
|               | 2013 | 2015 | 2016 | 2017 | 2018 | 2019 | 2020 | 2021 | 2022 |